# Śpiący Staś

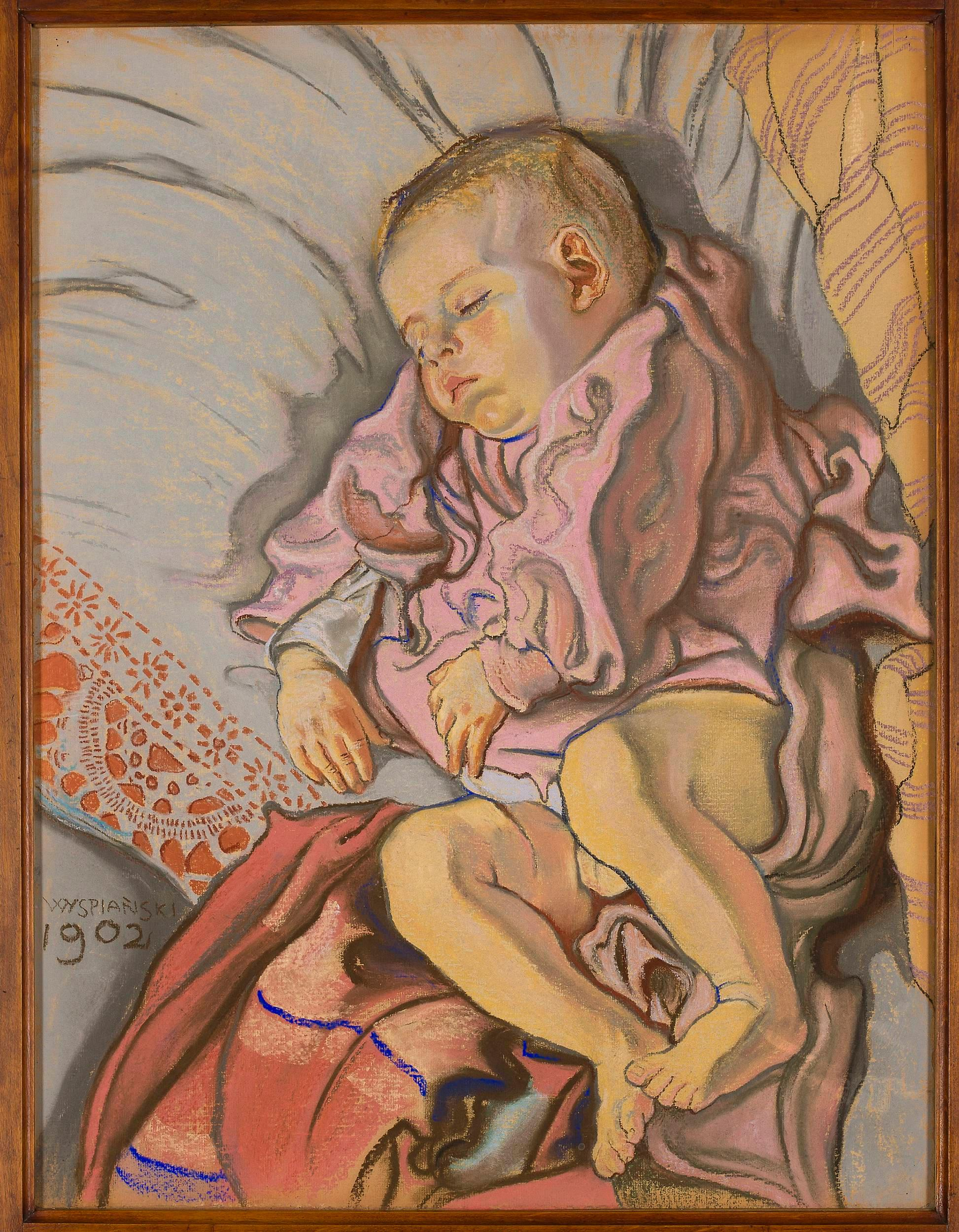
Śpiące dziecko na poduszce

Śpiący Staś – rysunek polskiego malarza Stanisława Wyspiańskiego z 1902 roku wykonany pastelem na papierze, znajdujący się w Galerii sztuki polskiej 1800–1945 Muzeum Śląskiego w Katowicach.
Rysunek powstał w Krakowie na kilka lat przed śmiercią artysty. Wyspiański tworzył wówczas portrety dzieci i pejzaże. Przedstawia syna malarza Stasia (1901–1967). Niemowlak w różowym kaftaniku śpi spokojnie, leżąc na łóżku. Wyspiański użył swojej giętkiej, secesyjnej linii. W przedstawieniu brak jakiejkolwiek ckliwości. To przedstawienie bardzo naturalne. 
Katalog prac Wyspiańskiego z 1925 roku Stanisław Wyspiański: Dzieła malarskie odnotowuje tę pracę pod numerem 383. W tym czasie właścicielem było Muzeum Narodowe w Krakowie (Oddz. im. F. Jasieńskiego). Portret został zakupiony przez Muzeum Śląskie w Katowicach w 1928 roku od Adolfa Schwarza w Krakowie. Dzieło ma wymiary 64,5 × 47,5 cm. Jest sygnowane na ¼ wysokości, w lewym dolnym rogu: WYSPIAŃSKI 1902. Muzealny nr inwentarzowy MŚK/SzM/528.
Istnieje identyczny rysunek znany pod tytułem Śpiące dziecko na poduszce, który dla swojej kolekcji nabył Feliks Jasieński w 1906 roku w Krakowie. Obecnie w zbiorach Muzeum Narodowego w Warszawie, numer inwentarza Rys.Pol.11446 MNW.